# Beholla
Beholla (Becker & Hollander) — німецький напівавтоматичний пістолет часів Першої світової війни.
Пістолет використовувався в Німеччині під час Першої світової війни, а також в перший період Другої світової війни як особиста зброя для офіцерів.
Було виготовлено близько 45 000 одиниць.